# 小櫃眞佐己
小櫃 眞佐己（おびつ まさみ、1946年（昭和21年）12月9日 - ）は、日本のジャーナリスト、実業家。フジテレビ常務取締役、エフシージー総合研究所社長を務めた。

## 来歴・人物
東京大学在学中にフジテレビでアルバイトを始め、卒業後、放送作家、プロダクション「フジポニー」社員などを経て、32歳のとき、フジに中途入社する。気象庁や科学技術庁詰め記者を経て、澤雄二と共に『FNNスーパータイム』の立ち上げに携わる。
報道局報道センター編集長、報道局報道センター長、報道局長、常務（報道担当）を歴任。報道局では日本新聞協会賞（2回）、民放連賞報道部門最優秀賞、米ピーボディー賞を受賞した。この間、民放連報道委員会委員、民放連報道小委員長、日本記者クラブ理事を務めた。
2012年（平成24年）6月エフシージー総合研究所社長。